# Музей ткацтва (Обуховичі)
Музей ткацтва — музей у селі Обуховичі Вишгородського району Київської області.
Створений у 1983 році, присвячений історії виникнення і розвитку ткацтва на Поліссі. 
У музеї зберігались роботи видатної майстрині художнього ткацтва, народної художниці України, лауреата Державної премії України імені Т.Г.Шевченка Ганни Іванівни Верес, її матері — Марії Маркелівни Пособчук, та дочкам Валентині та Олені Верес. Також представлені інструменти, які раніше використовували під час виробництва ниток з льону, з яких ткали полотно. У пожежі, що спалахнула внаслідок обстрілу під час російського вторгнення на Київщину у 2022 році, частина унікальних полотен втрачена. Окупанти також використовували приміщення музею, як спальні місця, використовуючи для їх облаштування експонати музею.